# Międzylesie (gmina Secemin)
Międzylesie – wieś sołecka w Polsce położona w województwie świętokrzyskim, w powiecie włoszczowskim, w gminie Secemin.
W latach 1975–1998 Międzylesie położone było w województwie częstochowskim.

## Historia
Międzylesie wieś w powiecie włoszczowskim, gminie i parafii Kurzelów. W 1827 r. wieś rządowa, 16 domów 104 mieszkańców.

Wspomina tę wieś Liber Beneficiorum Łaskiego (t. I. s.356).
W roku 1540 wieś wraz z innymi (Konieczno, Denków, Motyczno) należy do stołu arcybiskupa gnieźnieńskiego w dobrach Kurzelów i tak jest do początków wieku XIX.